# Eijiro Ozaki
Eijiro Ozaki (Kanagawa, 31 de março de 1969) é um ator japonês, conhecido pela participação na série The OA.